# Raul Costin
Raul Răzvan Costin (n. 29 ianuarie 1985, Moldova Nouă, Caraș-Severin, România) este un fotbalist român liber de contract, care joacă pe post de mijlocaș.

## Cariera timpurie
Costin este un produs al academiei de tineret Național București care a debutat în prima echipă în sezonul 2006–07 împotriva CFR Cluj, urmând să înlocuiască cu o pierdere de 1-0. Înainte de debutul său național, a jucat un sezon împrumutat la FC Sibiu în sezonul 2005-06. În vara anului 2008, din cauza dezafectării Progresului (fostul Național), el a semnat pentru Dacia Mioveni unde a reușit 12 goluri, în 32 de meciuri, terminând pe locul 6 cu echipa sa.

### FC Vaslui
La 18 iulie 2009, el a semnat un contract pe trei ani cu SC Vaslui pentru o taxă nedivulgată. A debutat în prima echipă pe 12 august, împotriva Gaz Metan Mediaș, care a venit ca suplinitor la o victorie cu 2–1 și a marcat primul său gol împotriva lui Poli Iași în Derby-ul Moldovei, tot la o victorie cu 2–1. El și-a ajutat echipa să ajungă în finala Cupei României după ce a marcat primul gol, în victoria cu 4-0 împotriva FC Brașov în semifinale. La 15 aprilie 2012 a marcat un gol uimitor împotriva CS Mioveni într-o victorie cu 3-0.

### Simurq
În august 2013, Costin a semnat pentru echipa Simurq din Premier League din Azerbaidjan .  Costin a debutat pentru Simurq în cel de-al doilea joc al sezonului, în deplasare la Khazar Lankaran la 11 august 2013, urmând să-l înlocuiască pe minutul 63 al lui Stjepan Poljak .  Primul gol al lui Costin pentru Simurq a fost golul victoriei în minutul 89 împotriva lui Inter Baku la 1 septembrie 2013. 

### Universitatea Cluj
După un sezon la Simurq, Costin s-a mutat la Universitatea Cluj în iunie 2014. 

## Legături externe
- Raul Costin la transfermarkt

1. ↑  Raul Costin, Transfermarkt, accesat în 9 octombrie 2017